# Upper Exeter
Upper Exeter es un lugar designado por el censo ubicado en el condado de Luzerne en el estado estadounidense de Pensilvania. En el Censo de 2010 tenía una población de 707 habitantes y una densidad poblacional de 132,64 personas por km².

## Geografía
Upper Exeter se encuentra ubicado en las coordenadas 41°24′16″N 75°51′15″O / 41.40444, -75.85417. Según la Oficina del Censo de los Estados Unidos, Upper Exeter tiene una superficie total de 5.33 km², de la cual 5.09 km² corresponden a tierra firme y (4.47%) 0.24 km² es agua.

## Demografía
Según el censo de 2010, había 707 personas residiendo en Upper Exeter. La densidad de población era de 132,64 hab./km². De los 707 habitantes, Upper Exeter estaba compuesto por el 99.58% blancos, el 0.28% eran afroamericanos, el 0% eran amerindios, el 0% eran asiáticos, el 0% eran isleños del Pacífico, el 0% eran de otras razas y el 0.14% pertenecían a dos o más razas. Del total de la población el 0.99% eran hispanos o latinos de cualquier raza.